# 勇者之路
勇者之路（羅馬化：Aleya smilyvosti），或稱勇者步道（羅馬化：Aleya smilyvosty），是一條位於烏克蘭基輔憲法廣場的步道，由烏克蘭總統弗拉基米爾·澤連斯基的倡議下為烏克蘭獨立31週年而鋪設。
勇者之路建立的目的是表彰在2022年俄羅斯入侵烏克蘭期間為烏克蘭提供重要支持的外國國家領導人、機構代表和公眾人物，他們名字均在步道上展示。

## 沿革
勇者之路的選址位於基輔最高拉達大樓對面的憲法廣場步道，以紀念烏克蘭獨立31週年。勇者之路建立的目的是表彰在2022年俄羅斯入侵烏克蘭期間為烏克蘭提供重要支持的外國國家領導人、機構代表和名人。波蘭總統安傑伊·杜達是首個獲表彰的人。其親自參加勇者之路的揭幕儀式。

## 在勇者之路上獲得表彰的政治人物列表
所有在2022年2月24日至2022年8月24日訪問烏克蘭的國家領導人和輿論領袖都在勇者之路上展示名字，但只有以下人士的銘碑進行了揭幕儀式：

### 波蘭
2022年8月23日，波蘭總統安傑伊·杜達是首個在勇者之路獲得表彰的人。
澤連斯基在揭幕儀式表示：「今天，我在波蘭總統安傑伊·杜達的見證下揭幕勇敢者之路。他的名字將永遠出現在這條路上。它是勇敢、友誼的象徵，是在真正需要時支持烏克蘭的象徵。」

### 英国
2022年8月24日，英國首相鮑里斯·約翰遜參加其銘碑的揭幕儀式。
澤連斯基在揭幕儀式表示：「我們充心感謝鮑里斯·約翰遜的領導，感謝這幾個月的支持，感謝英國社會在整個大規模入侵期間每天不斷地向我們提供的巨大幫助。我們不僅在口頭上表示感謝，還會在歷史上表示感謝。因此，英國首相鮑里斯·約翰遜的名字今天在勇者之路上展示。」

### 拉脫維亞
2022年9月9日，拉脫維亞總統埃吉爾斯·萊維茨在訪問烏克蘭期間，與澤連斯基共同在勇者之路進行其銘碑的揭幕儀式。

### 捷克、波蘭和斯洛維尼亞
2022年3月15日，波蘭總理馬特烏什·莫拉維茨基、捷克共和國總理彼得·費亞拉、斯洛文尼亞總理亞內茲·揚沙，以及波蘭負責安全事務的副總理、執政黨法律與公正黨魁雅羅斯瓦夫·卡欽斯基，是2022年俄羅斯入侵烏克蘭以來，首群訪問烏克蘭的外國領導人。
2022年9月9日，莫拉維茨基與澤連斯基共同進行銘碑的揭幕儀式，上面展示了上述4位政治人物的名字。

### 欧盟
2022年9月15日，歐盟委員會主席烏爾蘇拉·馮德萊恩與澤連斯基共同進行銘碑的揭幕儀式。澤連斯基在揭幕儀式上表示：「在戰爭時期，我們聚集在這個廣場上並非偶然，因為這裏有世界各國領導人的名字，他們支持我們的國家、我們的人民、我們的經濟，並在這場戰爭中站在我們一邊反對俄羅斯的侵略。我希望尊敬的歐盟委員會主席烏爾蘇拉·馮德萊恩的名字今天在步道上展示。」

### 立陶宛
2022年11月26日，立陶宛總理因格麗達·希莫尼特與澤連斯基和參觀基輔憲法廣場勇者之路，並共同在勇者之路進行其銘碑的揭幕儀式。建立這塊銘碑是為了感謝立陶宛在與俄羅斯侵略者的鬥爭中向烏克蘭提供幫助。
希莫尼特表示，勇者之路的建立將鼓勵更多烏克蘭的朋友來到這裏。她說，烏克蘭獲勝後，她將與朋友和家人一起訪問勇者之路。

### 欧盟
2023年1月19日，歐洲理事會主席夏爾·米歇爾和澤連斯基在基輔談判結束後，參觀憲法廣場的勇者之路，並參加為其命名的銘牌揭幕儀式。澤連斯基表示，在俄羅斯全面入侵的困難時期，那些與烏克蘭站在一起並支持烏克蘭社會的人之名字都刻在這條步道上。澤連斯基並向米歇爾說道：「我們記得所有的幫助和支持。謝謝。」

### 美国
2023年2月20日，美國總統祖·拜登和澤連斯基共同進行銘碑的揭幕儀式。當時拜登正在對烏克蘭進行未經宣布的訪問。
澤連斯基表示：「今天在勇者之路上，我們揭幕一塊向拜登總統致敬的銘碑。他從去年2月24日深夜的第一個電話、到我們的談判，一直以來對我們鬥爭的關注始終如一。感謝拜登總統為保護烏克蘭民主和推進全球自由所做出的特別貢獻。」 

## 在勇者之路上獲得表彰的公眾人物列表
所有在2022年2月24日至2022年8月24日訪問烏克蘭的公眾人物都在勇者之路上展示名字，但只有以下人士的銘碑進行了揭幕儀式：

### 西恩·潘
2022年11月8日，澤連斯基會見在俄羅斯全面入侵期間第3次訪問烏克蘭的美國演員、電影導演、編劇和製片人，奧斯卡影帝西恩·潘。潘與澤連斯基共同在勇者之路進行其銘碑的揭幕儀式。
澤連斯基強調，勇者之路起點的銘碑恰恰是獻給這位美國演員和導演，因為他在俄羅斯入侵的第1天，即2022年2月24日訪問了烏克蘭，以記錄烏克蘭發生的事件並傳達關於俄羅斯侵略世界的真相。
潘表示，他對這種奉獻精神感到非常感動。據他說，這對他來說是莫大的榮幸，從今以後，連同他的女兒和兒子出生的地方，這個地方將成為他生命中最具標誌性的地方之一，他為此感到非常自豪。

### 何塞·安德烈斯
2022年11月21日，澤連斯基會見慈善組織世界中央廚房（World Central Kitchen）創始人何塞·安德烈斯（José Andrés），安德烈斯與澤連斯基共同在勇者之路進行其銘碑的揭幕儀式。
在揭幕儀式上，澤連斯基表示何塞·安德烈斯為烏克蘭人民提供的巨大幫助。從現在起，安德烈斯的名字將刻在首都的中心，還有自俄羅斯全面入侵第一天以來一直與烏克蘭站在一起的人之名字

## 圖集

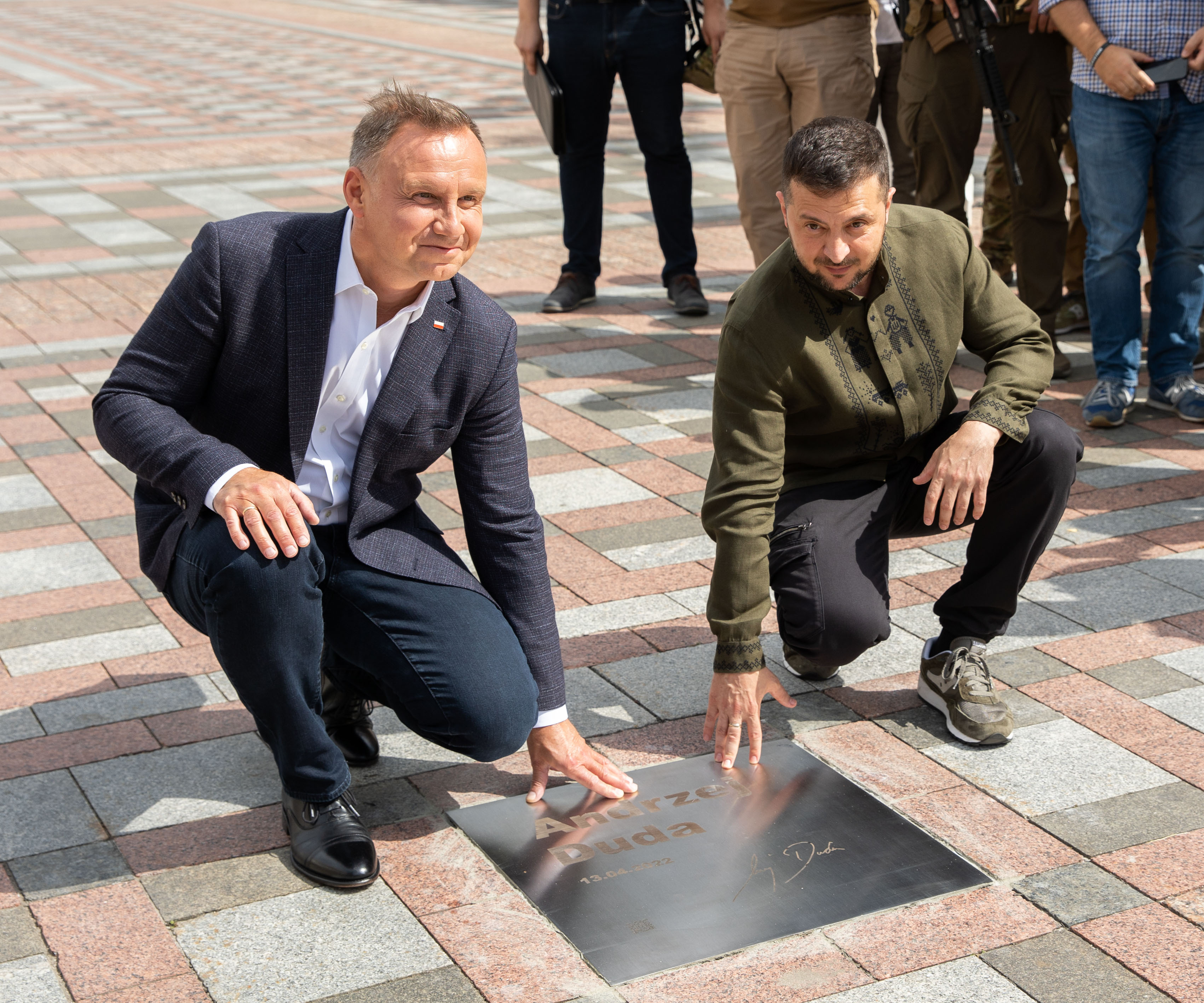
烏克蘭總統弗拉基米爾·澤連斯基和波蘭總統安傑伊·杜達在基輔憲法廣場參加勇者之路揭幕儀式
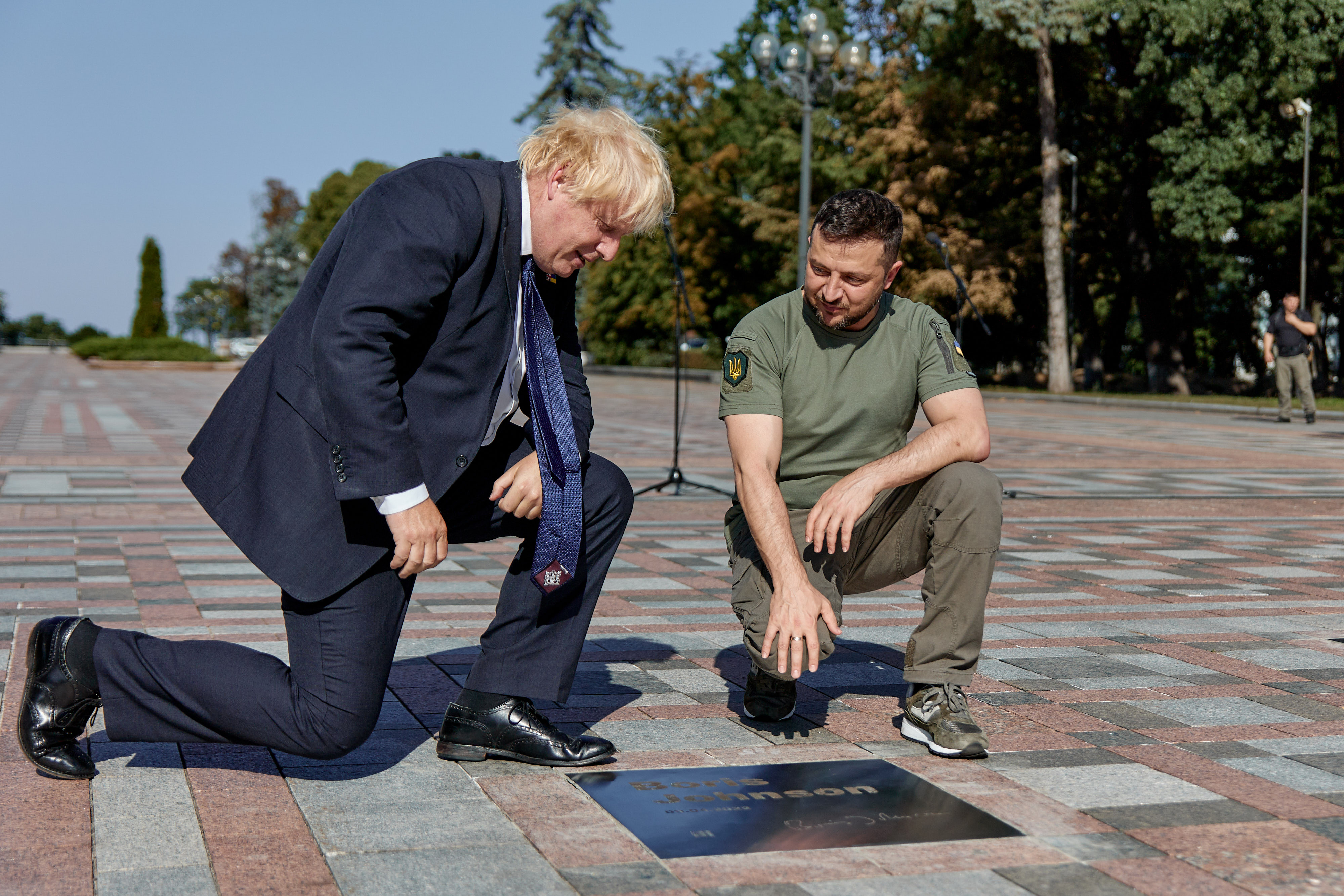
烏克蘭總統澤倫斯基和英國首相鮑里斯·約翰遜在基輔憲法廣場
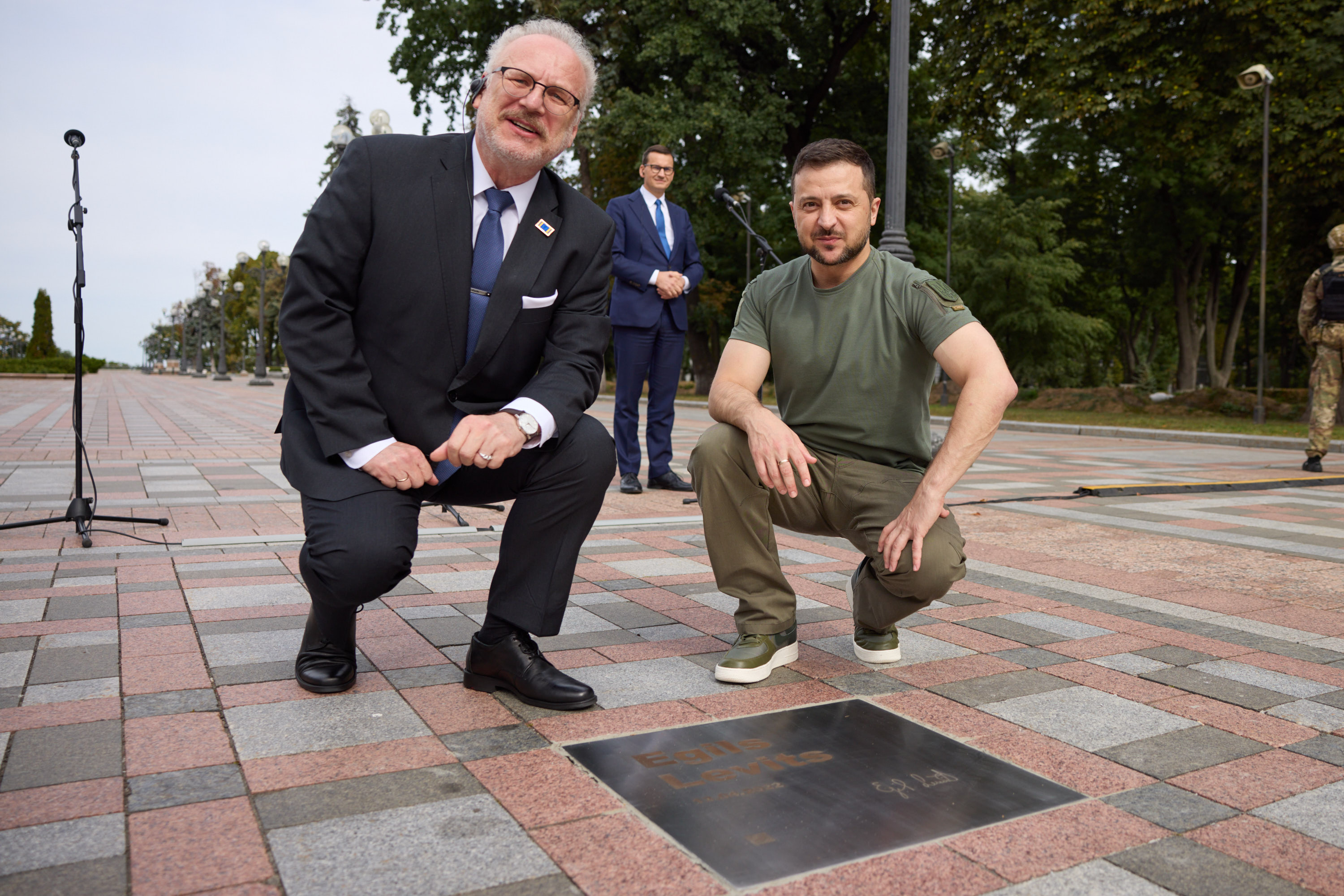
烏克蘭總統澤倫斯基和拉脫維亞總統埃吉爾斯·萊維茨
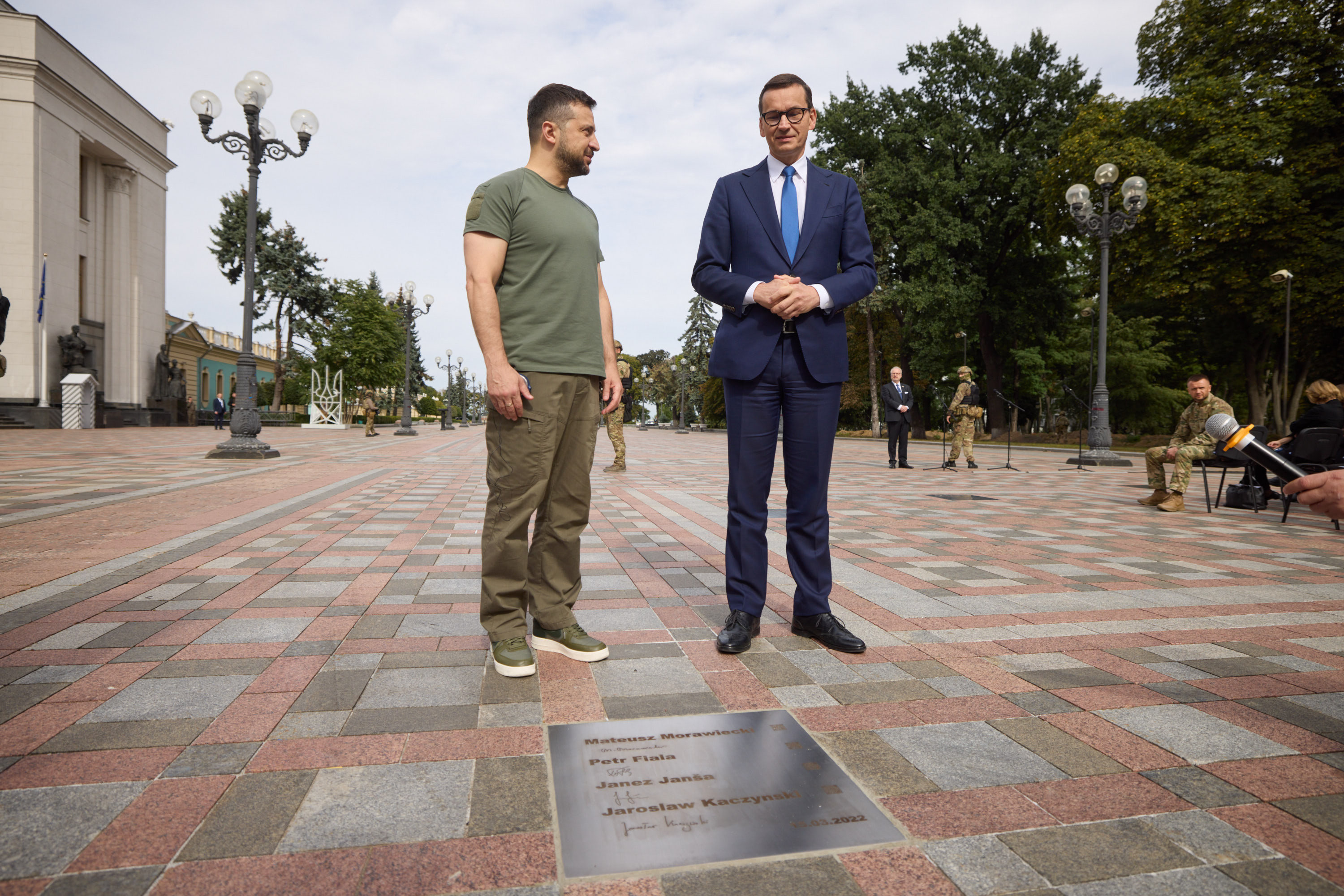
烏克蘭總統澤連斯基與波蘭總理馬特烏什·莫拉維茨基
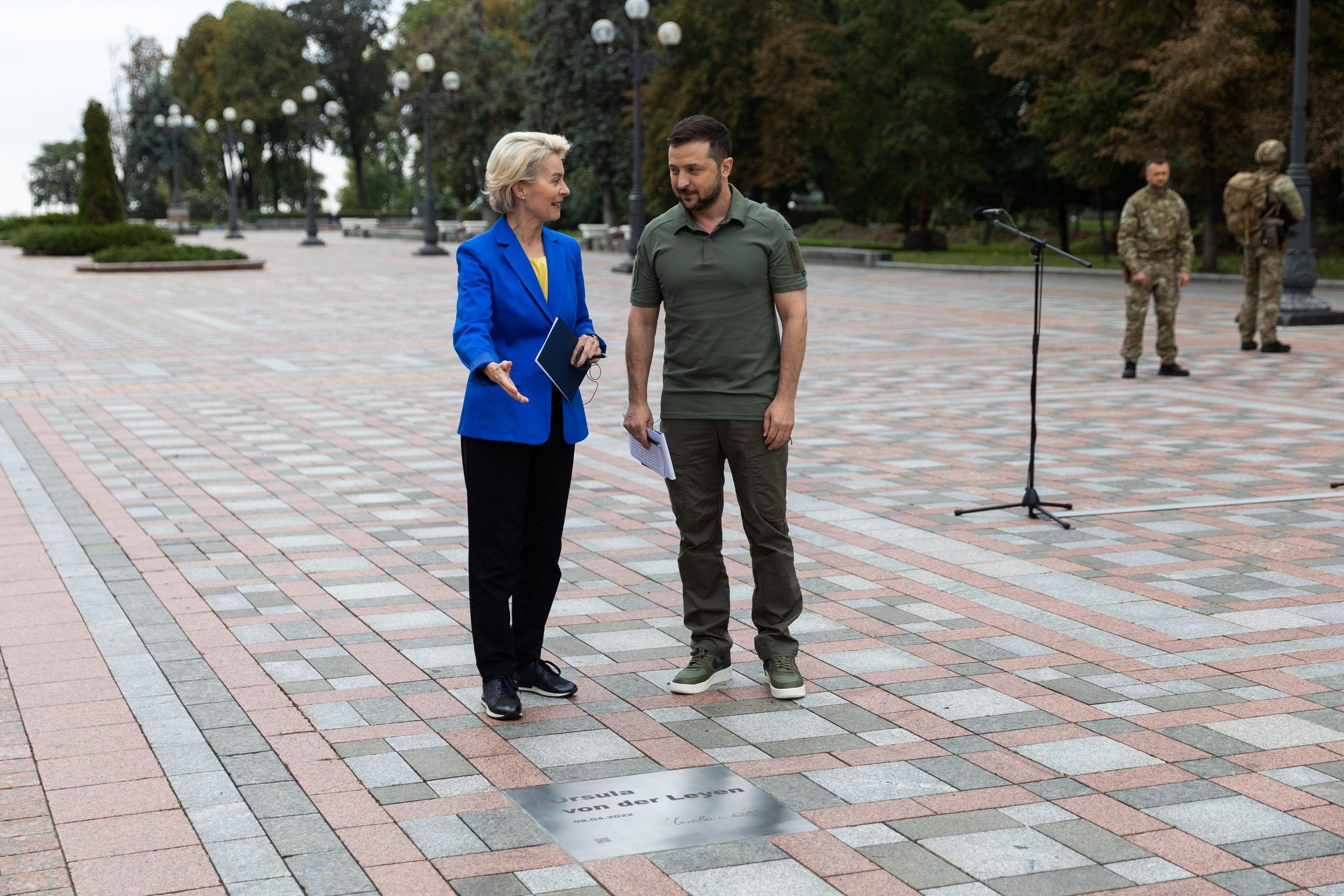
烏克蘭總統澤連斯基與歐盟委員會主席烏爾蘇拉·馮德萊恩